# Krizz Kaliko
Krizz Kaliko, nome artístico de Samuel William Christopher Watson (Kansas City, 07 de março de 1974), é um rapper norte-americano.

## Discografia
- Vitiligo (2008)
- Genius (2009)
- Shock Treatment (2010)
- Kickin' and Screamin (2012)
- Son of Sam (álbum a ser lançado no dia 30 de julho de 2013)